# キリマンジャロ・サファリ
キリマンジャロ・サファリ(Kilimanjaro Safaris)はディズニーパークにあるサファリ・ライドタイプのアトラクションである。ディズニー・アニマル・キングダムのアフリカエリアに位置している。

## 存在するパーク
- ディズニー・アニマル・キングダム (ウォルト・ディズニー・ワールド・リゾート)

## 概要
| キリマンジャロ・サファリ Kilimanjaro Safaris | キリマンジャロ・サファリ Kilimanjaro Safaris | キリマンジャロ・サファリ Kilimanjaro Safaris                      | キリマンジャロ・サファリ Kilimanjaro Safaris                      |
| -------------------------------------------- | -------------------------------------------- | ----------------------------------------------------------------- | ----------------------------------------------------------------- |
| キリマンジャロ・サファリ                     |                                              |                                                                   |                                                                   |

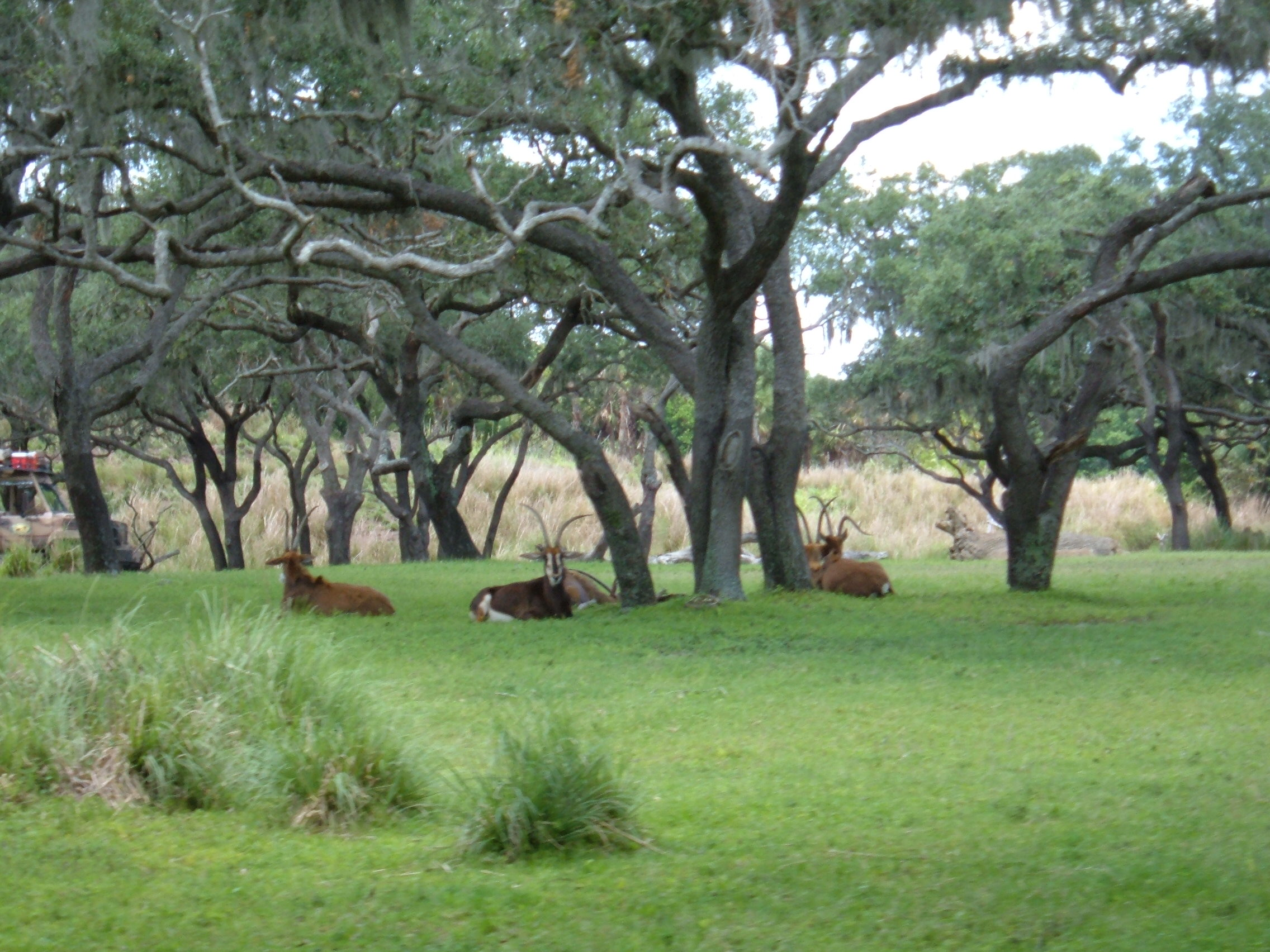
車内からの様子

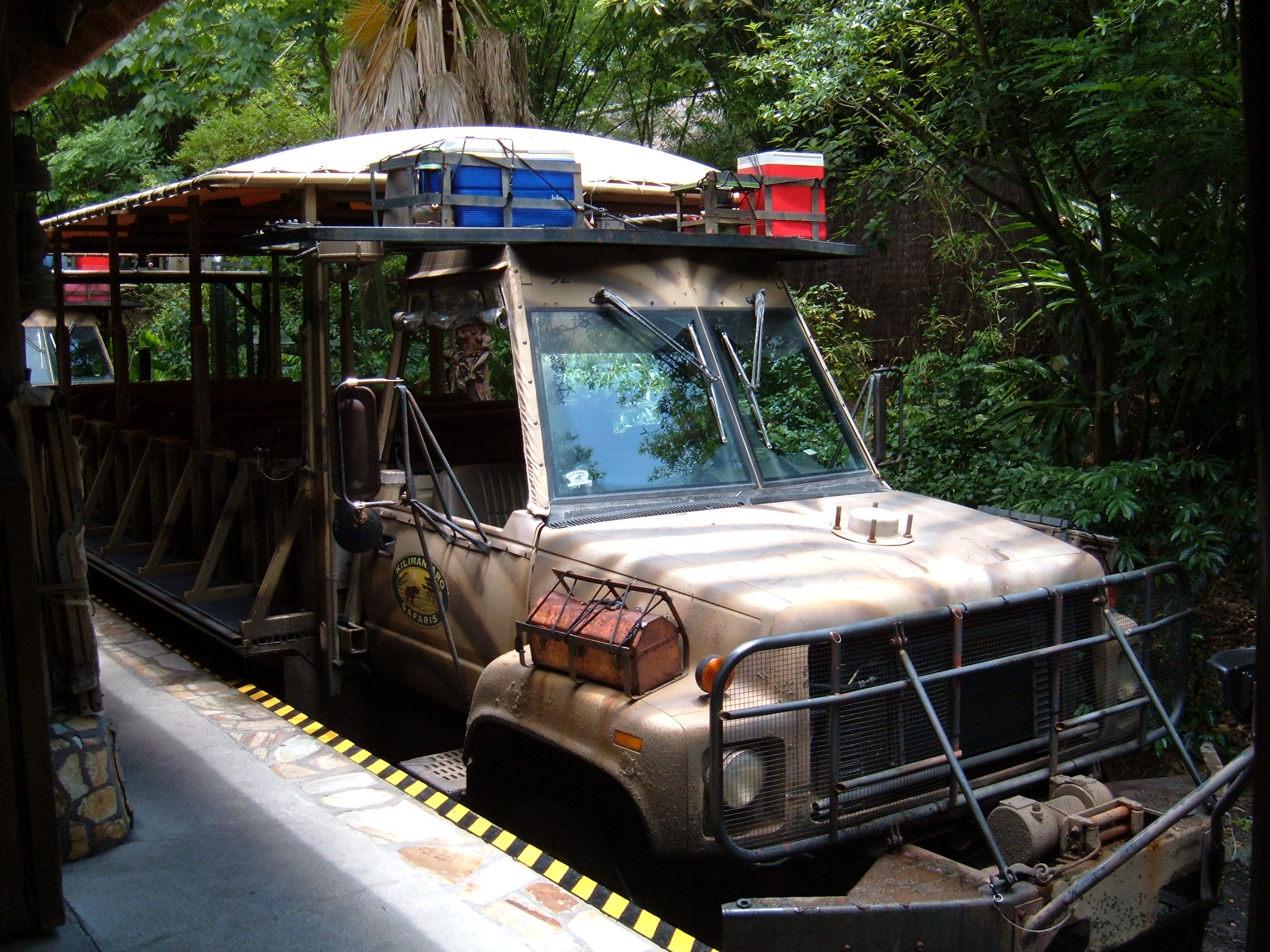
ジープ

| オープン日                                   | オープン日                                   | 1998年4月22日（ディズニー・アニマル・キングダムと同時にオープン） | 1998年4月22日（ディズニー・アニマル・キングダムと同時にオープン） |
| スポンサー                                   | スポンサー                                   | なし                                                              | なし                                                              |
| 利用制限                                     |                                              | なし                                                              | なし                                                              |
| ファストパス                                 | ファストパス                                 |                                                                   | ○                                                                 |
| シングルライダー                             | シングルライダー                             |                                                                   | 対象外                                                            |

ディズニー・アニマル・キングダムのアフリカエリアに位置するアトラクション。ジープ型のライドに乗り110エーカーもの広さを誇る「ハランベ野生動物保護区」でライオンやアフリカゾウ、キリンやサイといった31種以上のアフリカの動物を観察できる。

## 観察できる主な動物
| - ライオン - アフリカゾウ - カバ - シロサイ - クロサイ - アミメキリン - マサイキリン - シマウマ - マンドリル - チーター - ブチハイエナ - リカオン - オカピ - ボンゴ | - エランド - ナイルワニ - マンドリル - イボイノシシ - モモイロペリカン - ダチョウ - オオフラミンゴ - オグロヌー - クラハシコウ - セーブルアンテロープ - クーズー - スプリングボック - シロオリックス |

## ギャラリー

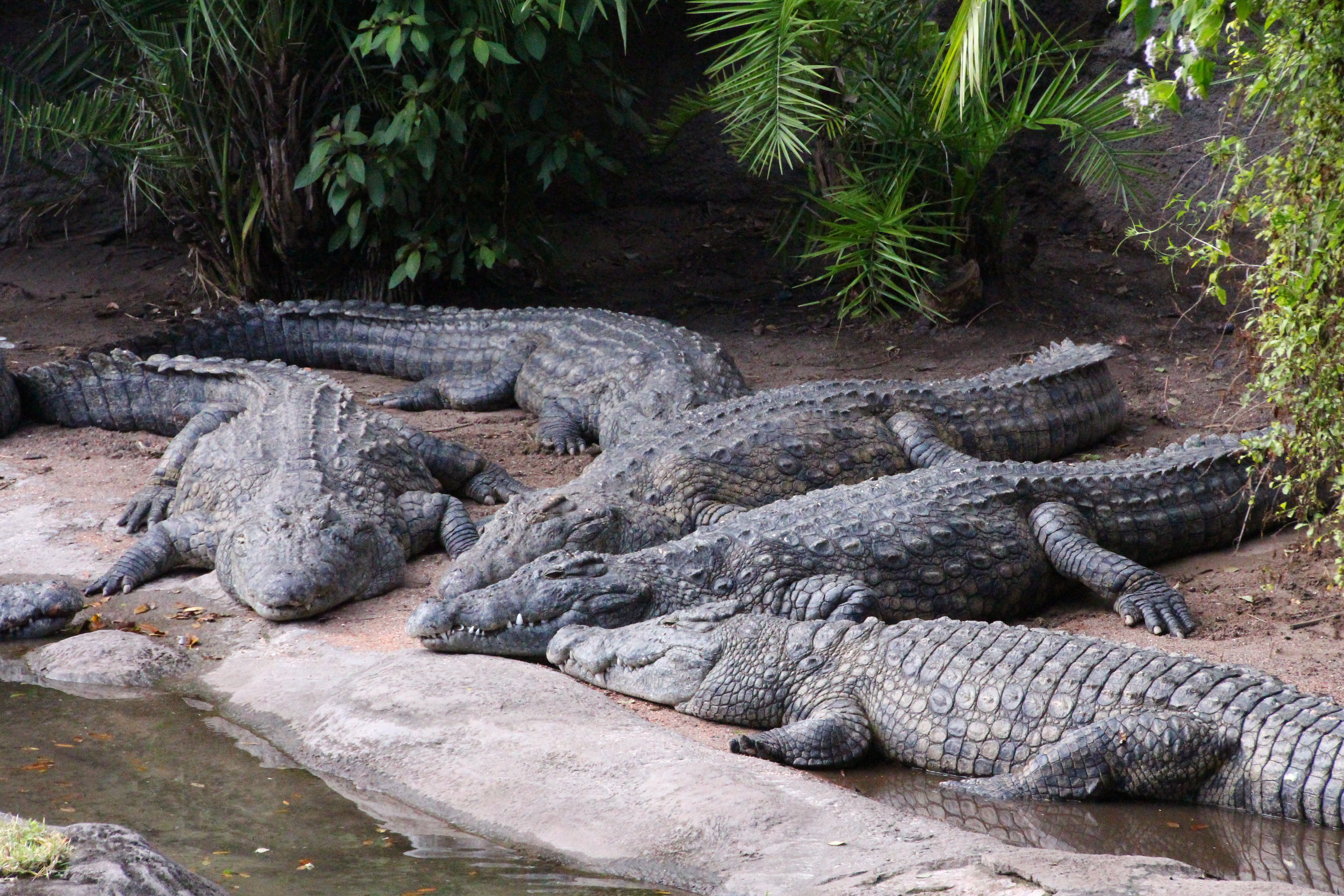
ナイルワニの群れ
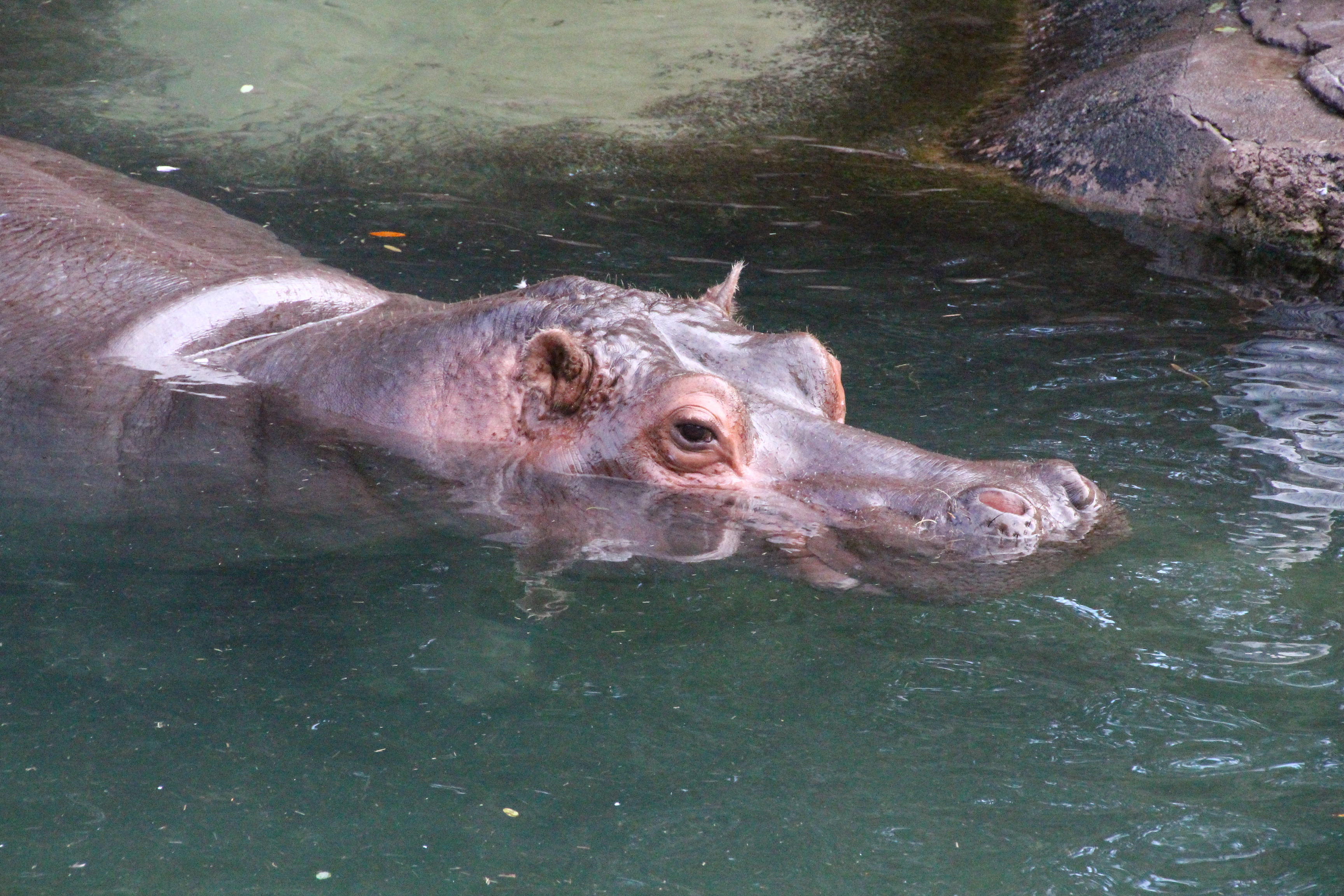
カバ
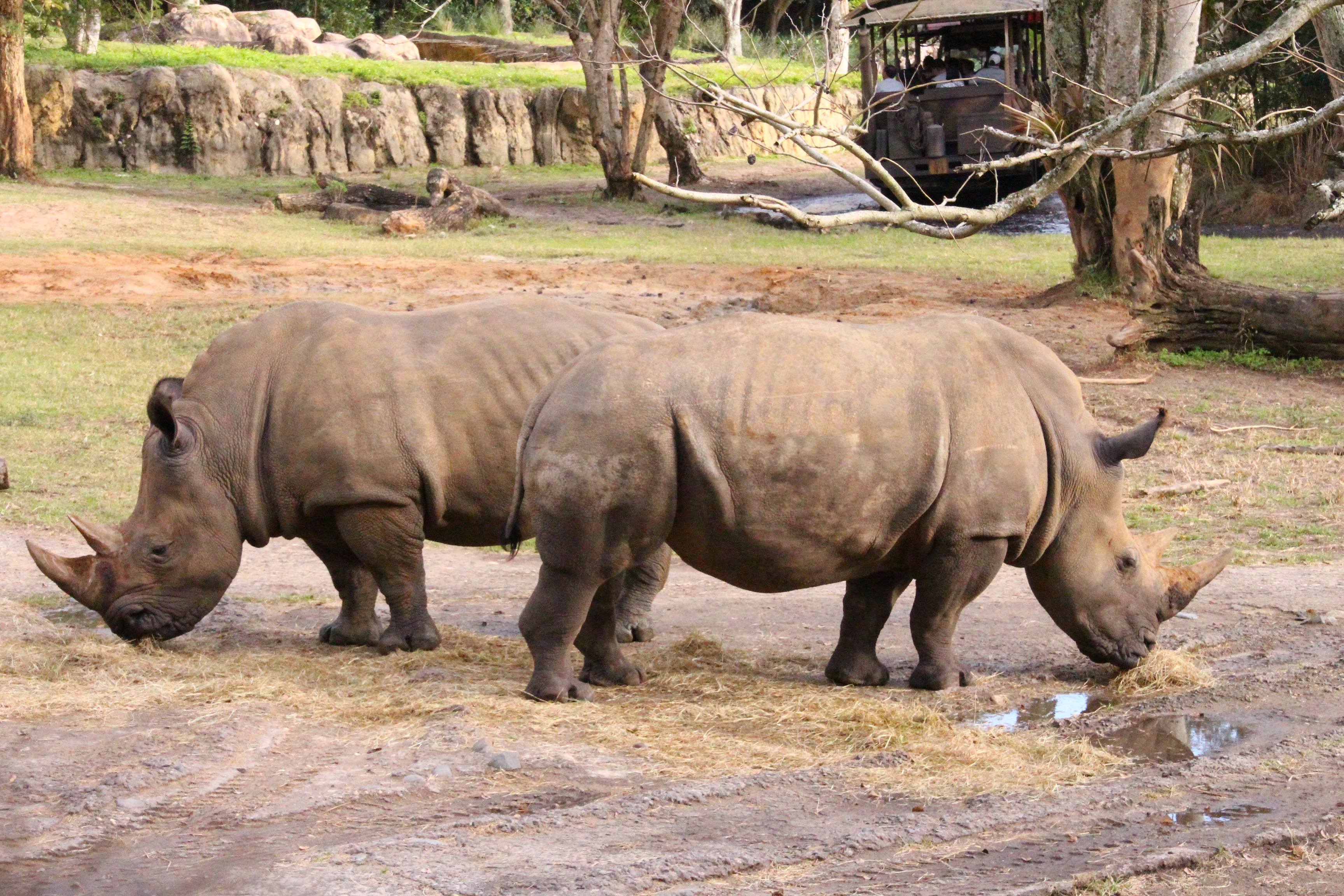
シロサイ
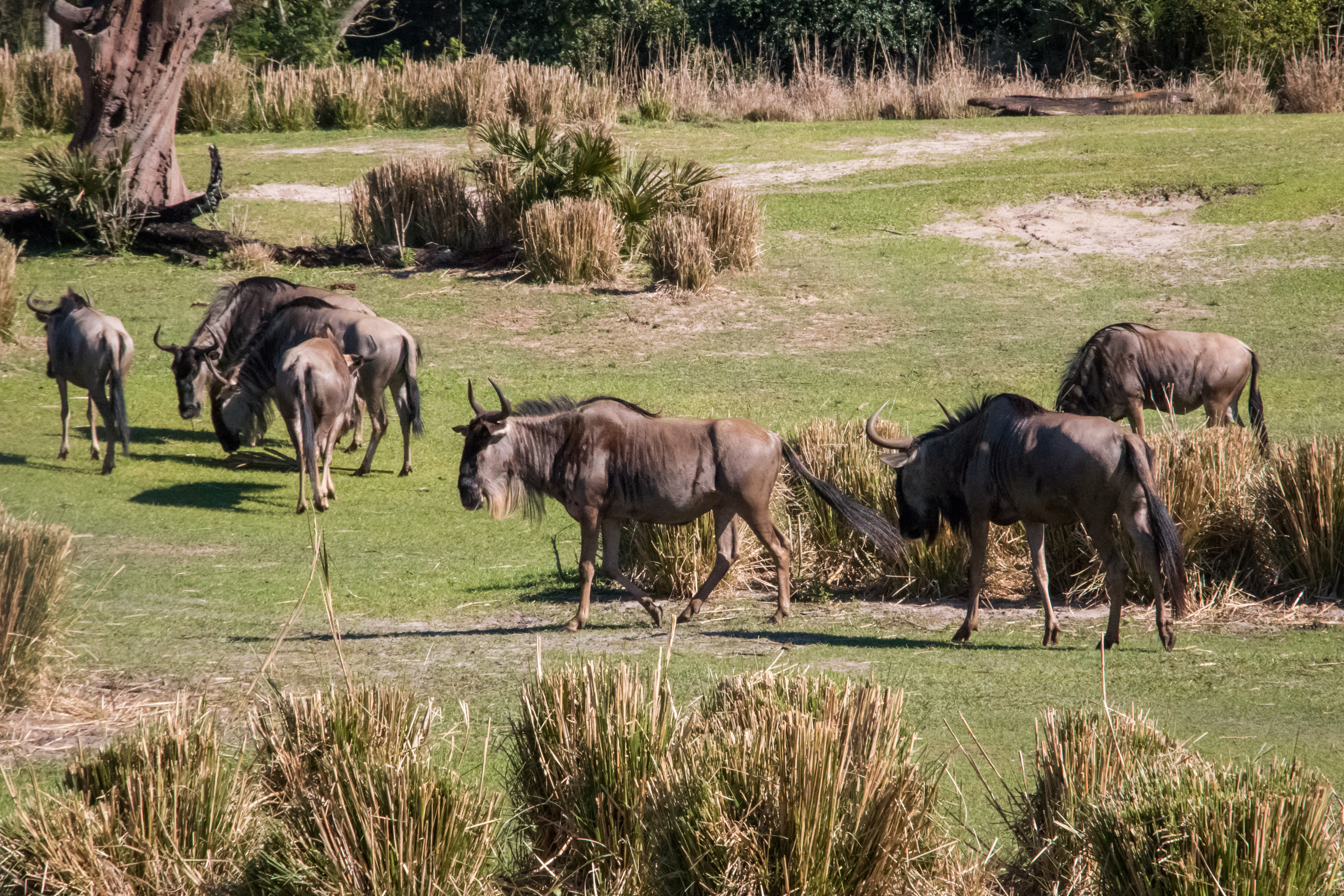
ヌーの群れ
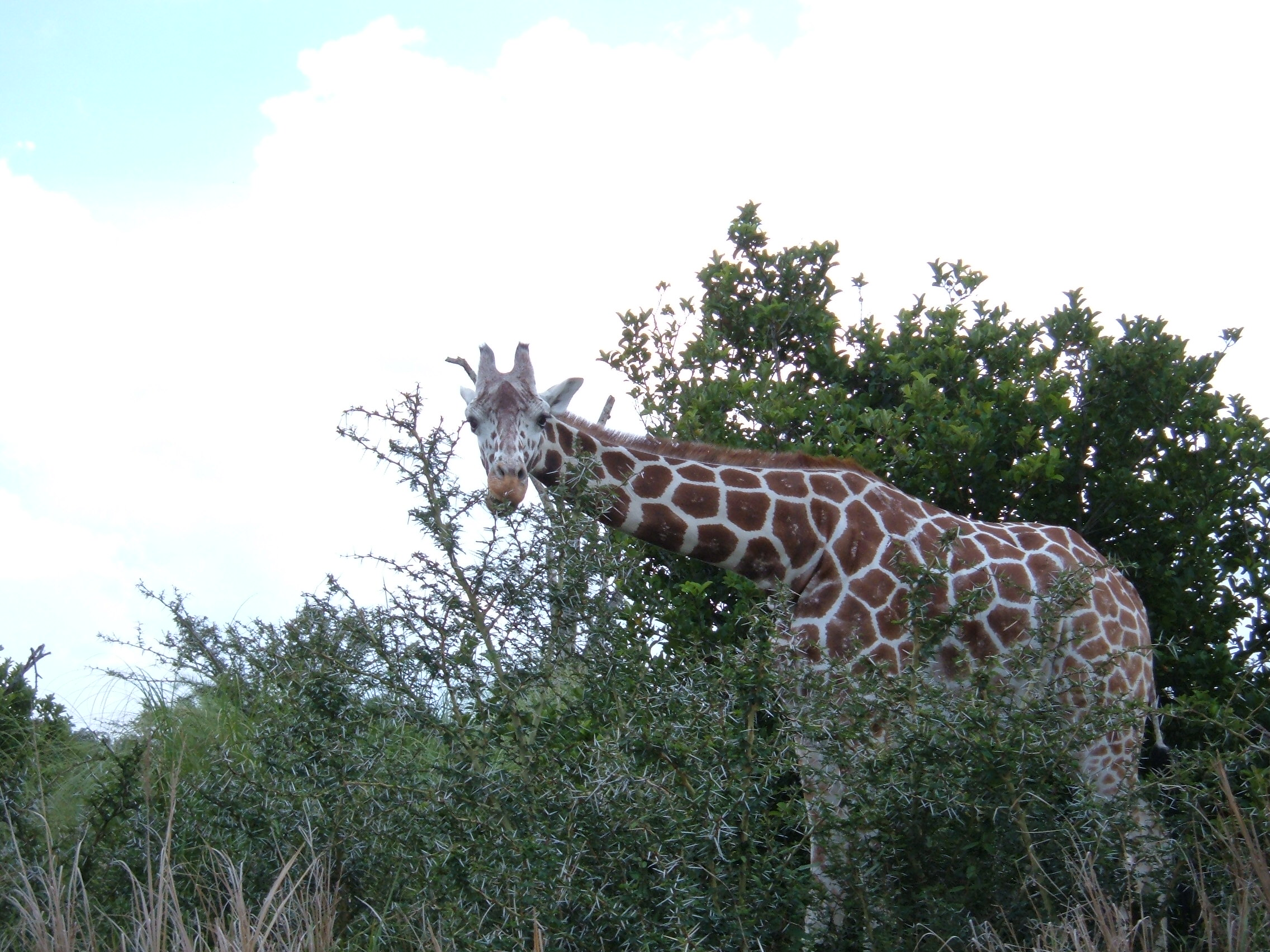
キリン
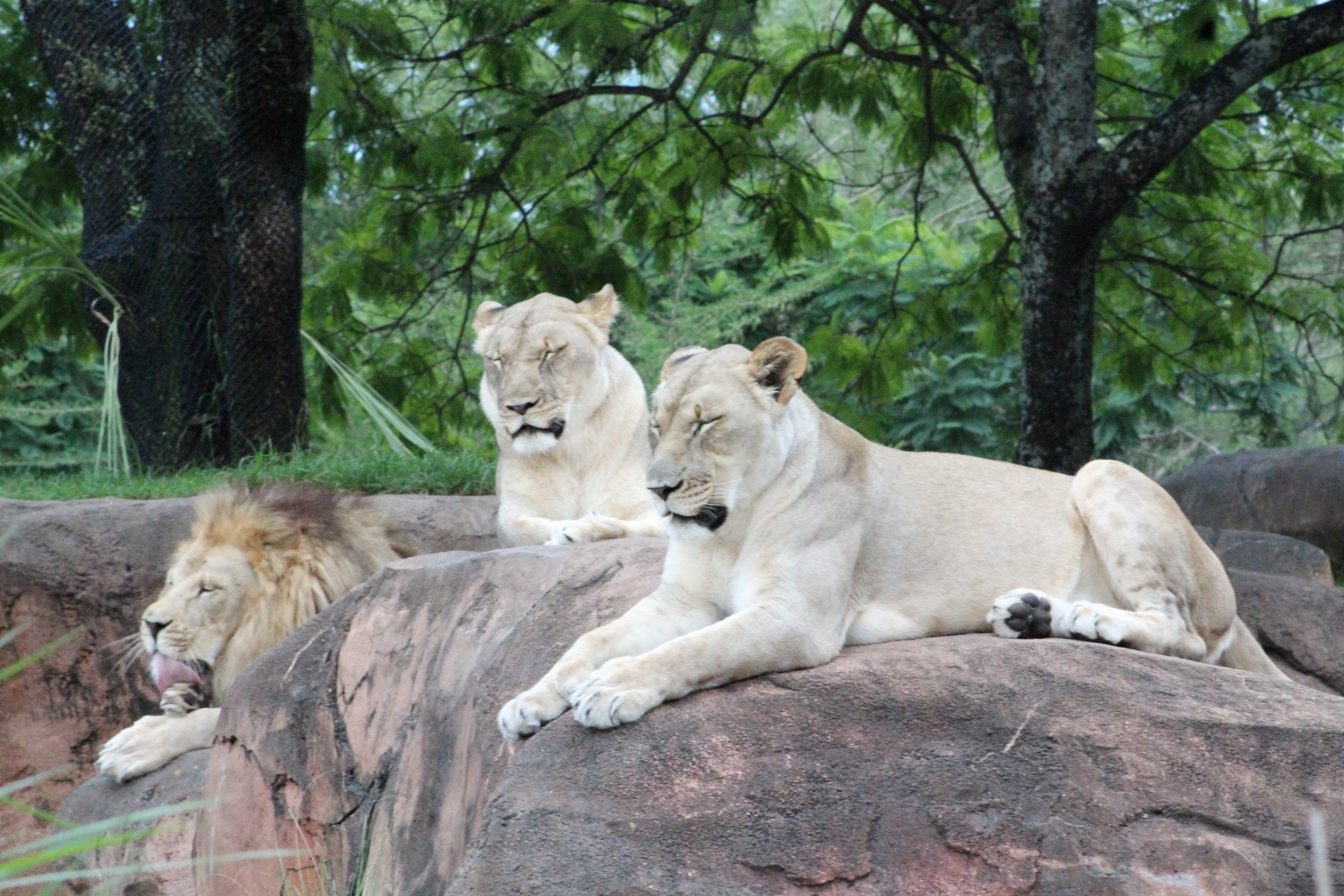
ライオン
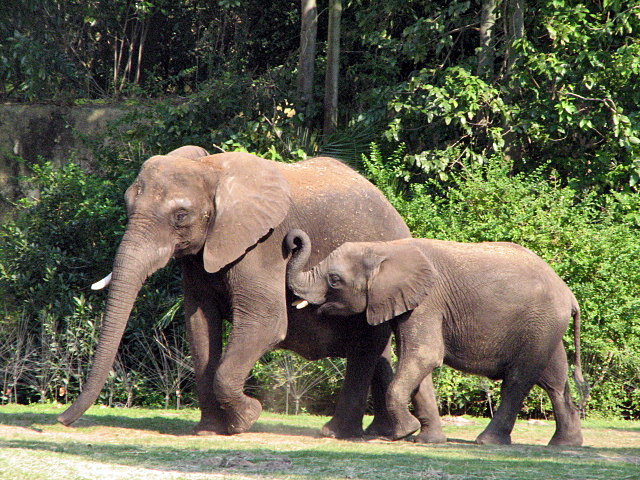
アフリカゾウの親子

## トリビア

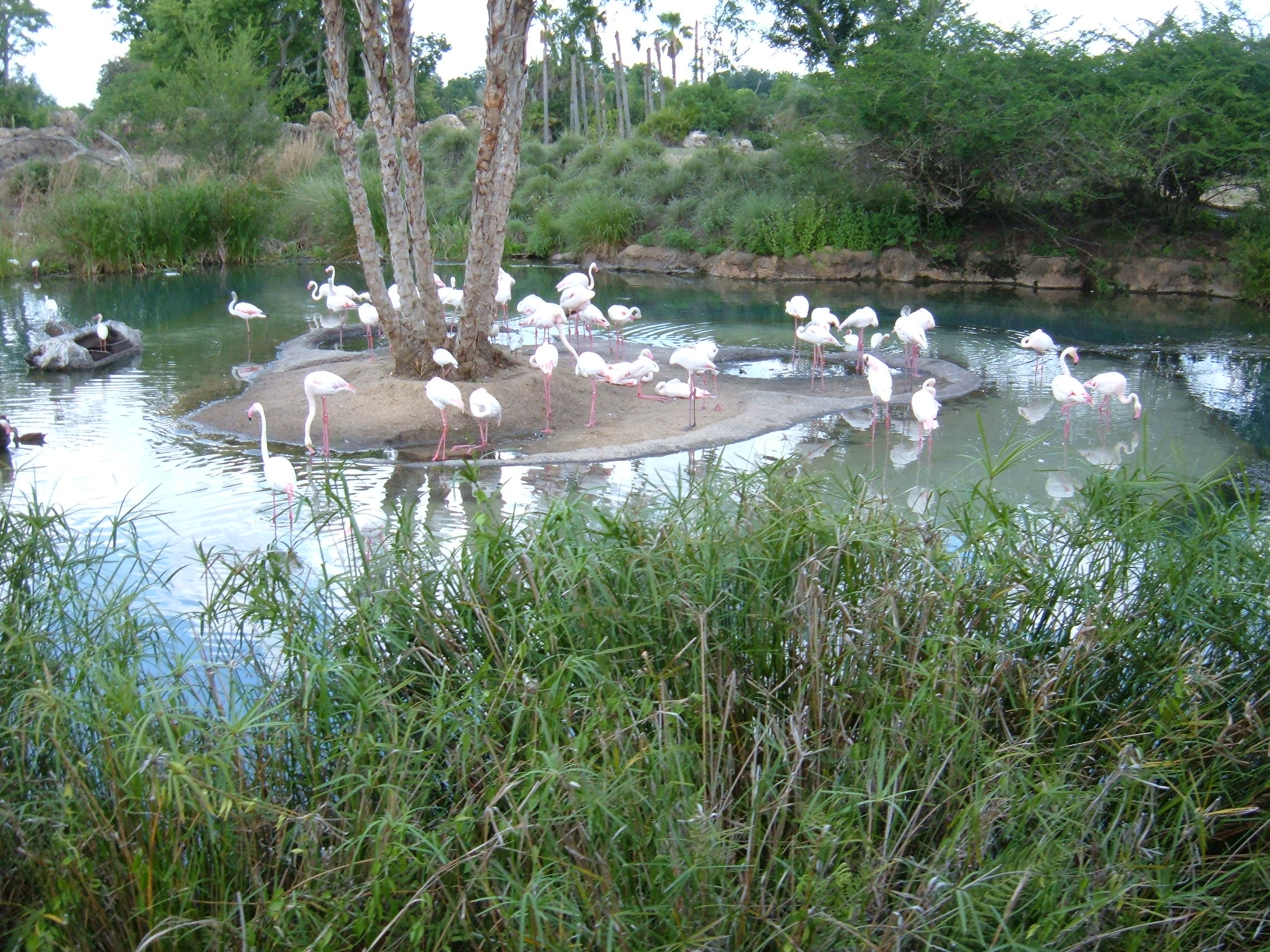
フラミンゴの池

- フラミンゴの池の島の部分はミッキーマウスの形になっている[3]。